# ناتالي كافلين
ناتالي كافلين (Natalie Coughlin) هي لاعبة أولمبية لرياضة السباحة من الولايات المتحدة. شاركت في الأولمبياد الصيفي في 2004–2012، وفازت بما مجموعه 12 ميدالية.

## الميداليات
| ذهب | فضة | برونز | المجموع |
| 3   | 4   | 5     | 12      |

## روابط خارجية
- ناتالي كافلين على موقع الاتحاد الدولي للسباحة (الإنجليزية)
- ناتالي كافلين على موقع SwimRankings.net (الإنجليزية)
- ناتالي كافلين على موقع اللجنة الأولمبية الدولية (الإنجليزية)
- ناتالي كافلين على موقع أوليمبيديا (الإنجليزية)
- ناتالي كافلين على موقع اللجنة الأولمبية والبارالمبية الأمريكية (الإنجليزية)